# Atomic Fire
Atomic Fire ist ein deutsches Musiklabel mit Sitz in Donzdorf, Baden-Württemberg. Es wurde im Jahre 2018 von Markus Staiger gegründet und trägt seit 2021 den heutigen Namen. Der Vertrieb erfolgt über die Warner Music Group.

## Geschichte

### Nuclear Blast Tonträger Produktions- und Vertriebs GmbH
Markus Staiger gründete im Jahre 1987 die Plattenfirma Nuclear Blast, die im Laufe der Zeit zu einer der größten unabhängigen Plattenfirmen aufstieg. Im Oktober 2018 übernahm die französische Firma Believe Digital die Mehrheitsanteile an Nuclear Blast und begann das Label schrittweise für den aufstrebenden Markt der digitalen Musikvertriebe umzubauen. Neben zahlreichen langjährigen Mitarbeitern, darunter zwei Drittel aus dem Bereich A&R und Musikpromotion, verließen auch namhafte Gruppen wie Rage, Destruction und Kadavar das Label. Believe Digital wollte hauptsächlich auf den digitalen Vertrieb der Musik setzen und physische Tonträger auf ein Minimum reduzieren. Bei den Bands die Nuclear Blast verließen, waren einige, die bis zu 90 Prozent ihres Umsatzes mit physischen Tonträgern machen.
Schon im Vorfeld der Übernahme durch Believe Digital gründete Markus Staiger im Mai 2018 die MS Musik Vertriebs UG (haftungsbeschränkt) mit gleicher Firmenanschrift wie Nuclear Blast. Bereits im Juni 2018 erfolgte die Umbenennung in Nuclear Blast Tonträger Produktions- und Vertriebs UG (haftungsbeschränkt), während sich die traditionelle Nuclear Blast Tonträger Produktions- und Vertriebs GmbH im gleichen Monat in Nuclear Blast GmbH umbenannte. Im Juli 2018 wurde für die neue Nuclear Blast Tonträger Produktions- und Vertriebs UG (haftungsbeschränkt) die Umwandlung in eine GmbH mit einem Stammkapital von 25.000 Euro vorgenommen. Das neue Label trat allerdings nicht in Erscheinung, bis die Übernahme der Nuclear Blast GmbH durch Believe Digital abgeschlossen war. Im Oktober 2018 gab Markus Staiger dann nach der Einigung mit Believe Digital seine Rolle als Geschäftsführer des ursprünglichen Unternehmens ab.
Das im Jahr 2020 über dieses neue Label Nuclear Blast Tonträger Produktions- und Vertriebs GmbH veröffentlichte Album Metal Commando von Primal Fear erreichte Platz sieben der deutschen Charts, während die selbst betitelte Platte von Helloween in zehn Ländern, darunter Deutschland, auf Platz eins der Albumcharts einstieg.

### Atomic Fire
Am 28. Oktober 2021 wurde die Firma Nuclear Blast Tonträger Produktions- und Vertriebs GmbH in Atomic Fire GmbH umbenannt. Einen Monat später wurde eine Pressemitteilung veröffentlicht, nach der die neue Firma mit Agnostic Front, Amorphis, Helloween, Meshuggah, Opeth, Primal Fear, Rise of the Northstar, Michael Schenker, Silver Lake by Esa Holopainen, Sonata Arctica und White Stones, gleich mehrere Bands von Nuclear Blast GmbH unter Vertrag genommen hat. Von den zu Atomic Fire gewechselten Bands wurde bekannt, dass sie von den neuen Nuclear Blast GmbH-Besitzern kein Angebot für eine Vertragsverlängerung erhalten hätten.
Im Dezember 2022 übernahm die Vayathopa Media GmbH von Sven Michael Bogner die vollständigen Geschäftsanteile an Atomic Fire und hat diese im Januar 2024 in die Reigning Phoenix Music integriert.

## Künstler
- 8 Kalacas
- Agnostic Front
- Amorphis
- Angra
- Arka’n Asrafokor
- At the Movies
- Bloodywood
- CoreLeoni
- Eleine
- Epica
- Ghostseeker
- God Dethroned
- Heart Attack
- Helloween
- Incite
- Induction
- Lacrimosa
- Lessmann / Voss
- Lordi
- Lutharo
- Meshuggah
- Mystic Circle
- Oblivion Protocol
- Opeth
- Out of This World
- Power Paladin
- Primal Fear
- Rage Behind
- Riot V
- Rise of the Northstar
- Michael Schenker
- Seventh Storm
- Siena Root
- Silver Lake by Esa Holopainen
- Sinner
- The 69 Eyes
- Skull Fist
- Sonata Arctica
- Suasion
- U.D.O.
- White Stones
- Zeke Sky